# 三保村 (鳥取県)
三保村（みほそん）は、鳥取県八上郡にあった自治体である。

## 概要
現在の鳥取市河原町袋河原・河原町布袋・河原町稲常、および河原町西円通寺・西円通寺の各一部に相当する。千代川流域に位置した。
村名は3つの保の意味で3村が合併してできたことにちなみ、また3つの集落を安らかに保つ意とされる。
藩政時代には鳥取藩領の八上郡岩田下庄（いわたしものしょう）に属する袋河原村・布袋村・稲常村があった。
隣接する久長村とは共同で組合役場を設置していたが、人情的に差異なく2村のままでは後来の利益にならないとの理由から、村発足から約4年で合併した。

## 沿革
- 1881年（明治14年）9月12日 - 鳥取県再置。
- 1883年（明治16年）3月 - 河原村（後の久長村大字河原村）に置かれた連合戸長役場の管轄区域となる[3]。
- 1889年（明治22年）10月1日 - 町村制の施行により、袋河原村・布袋村・稲常村が合併して村制施行し、八上郡三保村が発足。旧村名を継承した3大字を編成。久長村との組合役場を同村大字河原村に設置[3][5]。
- 1893年（明治26年）12月1日 - 久長村と合併して河原村が発足。同日三保村廃止[3]。

## 出身者
- 木下荘平（衆議院議員・鳥取県会議長、布袋村生まれ）

## 備考
- 後の河原町大字布袋は一部が1976年（昭和51年）に鳥取市布袋となり、その後1980年（昭和55年）に鳥取市布袋の全域および長谷・赤子田の各一部を合わせて鳥取市西円通寺となった。また河原町側も1980年（昭和55年）に大字布袋などの一部が河原町大字西円通寺となった[6][7]。

- 現在の鳥取市域には「みほそん」と称した旧自治体が他に岩美郡美保村、気高郡美穂村が存在した[2]。